# ناتالیا انیسیموا (ورزشکار)
ناتالیا انیسیموا (روسی: Наталья Анисимова؛ زادهٔ ۱۶ نوامبر ۱۹۶۰) بازیکن هندبال اهل اتحاد جماهیر شوروی سوسیالیستی است.